# Chaureopa depressa
Chaureopa depressa är en snäckart som beskrevs av Frank Climo 1985. Chaureopa depressa ingår i släktet Chaureopa och familjen Charopidae. Inga underarter finns listade i Catalogue of Life.